# 12-Bar Original
Pistes inédites de Anthology
That Means a Lot (Anthology 2) A Beginning
 (Anthology 3)
12-Bar Original est une pièce instrumental des Beatles, et l'une des rares dont la composition est attribuée à l'ensemble du groupe. Conçu pendant le laps de temps alloué pour la production de l'album Rubber Soul, la pièce est enregistrée le 4 novembre 1965, mais rapidement écartée de la sélection des titres à paraître. Restée dans les archives des studios pendant trente ans, elle  n'est commercialisé sur la compilation Anthology 2 que le 18 mars 1996. Les Beatles ont accordé à cette composition pastiche extrêmement peu d'intérêt par la suite, et ont même exprimé un certain dédain à son égard.

## Historique

### Contexte et enregistrement
Les sessions d'enregistrement pour l'album Rubber Soul démarrent le 12 octobre 1965, alors que les Beatles n'ont pratiquement rien écrit encore pour remplir ce nouvel opus à paraître pour Noël. Pendant les deux mois qui suivent, ils doivent donc se forcer à créer une trentaine de minutes de nouveau matériel. Si John Lennon et Paul McCartney (ainsi que George Harrison) réussissent à remporter le pari, ce n'est pas sans avoir aussi déterré d'anciennes compositions telles que Wait, une chanson exclue des sessions de Help!, auparavant enregistrée le 17 juin,. Il est donc probable que 12-Bar Original, un blues instrumental composé par les quatre Beatles, ait été enregistré en cas de manque de chansons pour le disque. Le journaliste Steve Turner suggère que cet instrumental, « l'un des morceaux les plus atypiques des Beatles », soit fortement inspiré de l'œuvre du groupe Booker T. and the M.G.'s, spécialement de leur composition Green Onions parue en 1962.
Le 4 novembre 1965, moins de trente jours séparent le groupe de la date butoir pour publier Rubber Soul. Le biographe Mark Lewisohn explique : « Seulement un peu plus de la moitié des chansons avaient été enregistrées. Plusieurs devaient encore être écrites. » La séance d'enregistrement, ce soir-là, doit donc se terminer à 3 h le lendemain matin. Les Beatles ressortent une vieille composition inachevée, auparavant jouée en studios aussi loin que le 5 mars 1963 : What Goes On. Une fois le travail terminé sur cette chanson, le groupe se lance dans l'enregistrement de leur instrumental. Lewisohn remarque que celui-ci n'avait rien d'improvisé, puisque les deux prises enregistrées sont sensiblement identiques.
La première prise tombe à plat, mais la seconde prise est enregistrée en direct, d'un seul coup, pour une durée de 6:36. John Lennon et George Harrison se partagent les parties de guitare solo, Paul McCartney est à la guitare basse, Ringo Starr à la batterie, et le producteur George Martin à l'harmonium, instrument peu commun dans la musique rock, pourtant utilisée assez souvent dès cette époque, par exemple sur We Can Work It Out et The Word,. Le morceau est vite éliminé de la sélection pour Rubber Soul : mixé plus tard le 30 novembre, pour des copies personnelles remises aux Beatles, il reste cependant dans les archives jusqu'à son exhumation lors du projet Anthology en 1996.

### Parution tardive
De tous les Beatles, seulement John Lennon et Ringo Starr ont fait des commentaires à propos de la chanson. Durant certains interviews, Lennon se vit demander s'il y avait des enregistrements des Beatles non publiés, ce à quoi il répliqua que tout ce qu'il pouvait répondre était « some lousy 12 bar » (un 12 bar moche). Starr confia au journaliste Peter Palmiere qu'ils avaient écrit le morceau et qu'il avait un acétate de l'une des versions.
Une version raccourcie de près de quatre minutes de la seconde prise est incluse dans la compilation Anthology 2. C'est une de quatre chansons publiées officiellement créditées Lennon/McCartney/Harrison/Starkey. Les autres étant Flying de l'album Magical Mystery Tour, Dig It de l'album Let It Be et Christmas Time (Is Here Again), la face B de Free as a Bird sans compter la chansonnette humoristique improvisée Los Paronoias.

## Fiche technique

### Interprètes
- John Lennon – guitare électrique
- Paul McCartney – guitare basse
- George Harrison – guitare électrique
- Ringo Starr – batterie
- George Martin – harmonium

### Équipe de production
- George Martin – producteur
- Norman Smith – ingénieur du son
- Ken Scott – ingénieur du son
- Graham Platt – ingénieur du son